# Rob-O-Cod
Rob-O-Cod, è stato un programma televisivo italiano per ragazzi, trasmesso su Rai Gulp, con la conduzione di Silvia Lavarini e Matteo Sintucci. La prima edizione del programma è andato in onda per 28 puntate dal 29 aprile al 30 maggio 2019. La seconda stagione, composta di altre 28 puntate è stata trasmessa sulla stessa rete dal 5 ottobre al 5 novembre 2020.

## Il programma
Rob-O-Cod è il primo game show televisivo italiano dedicato alla robotica.
Il programma è un torneo, sviluppato in quattro gironi, che vede contrapposte due squadre per ogni puntata. Ogni squadra deve programmare il proprio robot nel modo più adeguato per permettergli di superare un percorso a ostacoli in un'ambientazione caratteristica e sempre diversa.